# ماسایوکی ایمای
ماسایوکی ایمای (انگلیسی: Masayuki Imai; ۲۱ april ۱۹۶۱ – ۲۸ مه ۲۰۱۵ (۵۴ ساله)) نمایشنامه‌نویس، بازیگر اهل ژاپن بود. وی بین سال‌های ۱۹۸۶ تا ۲۰۱۵ میلادی فعالیت می‌کرد.